# Nieuwe Groenmarkt
De Nieuwe Groenmarkt is een straat en plein in de Binnenstad van Haarlem. De straat is een korte, maar brede straat en loopt van de Zijlstraat tot aan het Krocht. Haarlem kent twee straatnamen met Groenmarkt, de Oude Groenmarkt is gelegen achter de Grote of St.-Bavokerk.
Aan de Nieuwe Groenmarkt staat de tussen 1843 en 1844 gebouwde Groenmarktkerk, een van de vier in deze straat te vinden rijksmonumenten. Tot aan de uitbreiding van de autoluwe binnenstad in juli 2019 was de straat deels ingericht als parkeerplaats voor auto's. Sinds de uitbreiding zijn de voormalige parkeervakken, als tijdelijke inrichting, bestemd voor fietsers. Tevens zijn er een aantal bloembakken geplaatst. De Groenmarkt is in afwachting van definitieve herinrichting. Zo wordt onder andere onderzocht of er onder de straat een fietsenkelder gerealiseerd kan worden en of deze duurzaam is. Verder zal de straat als uitvalsbasis voor de weekmarkt dienen en moet de straat kleinschalige evenementen kunnen herbergen.